# チャールズ・リヴィングストン (第2代ニューバラ伯爵)
第2代ニューバラ伯爵チャールズ・リヴィングストン（英語: Charles Livingston, 2nd Earl of Newburgh、1660年代 – 1694年11月6日）は、スコットランド貴族。

## 生涯
初代ニューバラ伯爵ジェームズ・リヴィングストンと2人目の妻アン・プール（Anne Poole、1692年5月26日埋葬、サー・ヘンリー・プールの娘）の息子として生まれた。1670年12月初に父が死去すると、ニューバラ伯爵の爵位を継承した。その後、1684年1月25日に父の継承者として（法的に）指名された。
1685年イングランド総選挙でトーリー党の一員としてサイレンセスター選挙区から出馬、当選を果たしたが、未成年だったため議会活動はほとんどなかった。
1688年2月から1689年までグロスタシャー副統監の1人を務めたが、名誉革命の後は常にジャコバイトの疑いがつきまとい、1690年にはロンドン塔に1か月間投獄された。
1692年9月12日、フランシス・ブルデネル（Frances Brudenell、1736年2月23日没、フランシス・ブルデネル（Francies Brudenell）の娘）と結婚、1女をもうけた。
- シャーロット・マリア（1693年/1694年） - 第3代ニューバラ女伯爵

1694年11月6日に死去、サイレンセスターで埋葬された。ニューバラ伯爵の爵位は女性でも継承できるため娘シャーロット・マリアが継承したが、従属爵位であったニューバラ子爵とキナードの準男爵は男系男子しか継承できなかったため断絶した。